# Sister Midnight
Sister Midnight és una pel·lícula britànica de comèdia negra del 2024 dirigida i escrita per Karan Kandhari en el seu debut com a director. La pel·lícula protagonitza Radhika Apte com una dona que es veu arrossegada a un matrimoni concertat infeliç i viu esdeveniments caòtics.
La pel·lícula es va estrenar al 77è Festival Internacional de Cinema de Canes durant la seva secció Quinzena de Cineastes el 19 de maig de 2024. Va ser nominada als 78ns Premis BAFTA al millor director, guionista o productor britànic novell.

## Argument
Una dona es transforma en una figura inquietant i despietada després d'entrar en un matrimoni concertat.

## Repartiment
- Radhika Apte com a Uma
- Ashok Pathak com a Gopal
- Chhaya Kadam com a Sheetal
- Smita Tambe com a Reshma
- Subhash Chandra (actor) com a Sher Singh

## Producció
L'any 2022, el projecte va rebre una subvenció de producció d'1,03 milions de lliures del British Film Institute. La pel·lícula es va rodar a Kodak i Panavision.

## Llançament
Sister Midnight es va estrenar al 77è Festival Internacional de Cinema de Canes, durant la secció Quizena de Cineastes, el 19 de maig de 2024. Abans, l'empresa de vendes Protagonist Pictures va participar en les vendes de la pel·lícula a tot el món. El juliol de 2024, Altitude Film Distribution va assegurar els drets de distribució de la pel·lícula al Regne Unit. L'octubre de 2024, Magnet Releasing va adquirir els drets de distribució de la pel·lícula als Estats Units.

## Recepció
Al lloc web de l'agregador de ressenyes Rotten Tomatoes, el 90% de les crítiques de 10 són positives, amb una valoració mitjana de 7,8/10. La pel·lícula s'ha destacat per la seva narrativa única i l'estil visual sorprenent, cosa que suposa una contribució significativa al cinema independent en llengua hindi.

### Reconeixements
| Premis                                     | Data de cerimònia      | Categoria                                              | Receptor(s)    | Resultat  | Ref.   |
| ------------------------------------------ | ---------------------- | ------------------------------------------------------ | -------------- | --------- | ------ |
| Festival Internacional de Cinema de Canes  | 25 de maig de 2024     | Caméra d'Or                                            | Karan Kandhari | Nominat   | [ 11 ] |
| Fantastic Fest                             | 24 de setembre de 2024 | Next Wave – Millor pel·lícula                          | Karan Kandhari | Guanyador | [ 12 ] |
| Festival Internacional de Cinema de Hawaii | 12 d'octubre de 2024   | Premi NETPAC                                           | Karan Kandhari | Guanyador | [ 13 ] |
| Festival de Cinema de Zuric                | 13 d'octubre de 2024   | Premi Ull d'Or                                         | Karan Kandhari | Nominat   | [ 14 ] |
| Premis British Independent Film            | 8 de desembre de 2024  | Millor actuació protagonista                           | Radhika Apte   | Nominat   | [ 15 ] |
| Premis British Independent Film            | 8 de desembre de 2024  | Millor supervisió musical                              | Kle Savidge    | Nominat   | [ 15 ] |
| Premis British Independent Film            | 8 de desembre de 2024  | The Douglas Hickox Award                               | Karan Kandhari | Nominat   | [ 15 ] |
| Premis British Independent Film            | 8 de desembre de 2024  | Millor guionista debutant                              | Karan Kandhari | Nominat   | [ 15 ] |
| Premis BAFTA                               | 16 de febrer de 2025   | millor director, guionista o productor britànic novell | Karan Kandhari | Nominat   | [ 16 ] |